# Corvus macrorhynchos
Il corvo beccogrosso o corvo della giungla (Corvus macrorhynchos Wagler, 1827) è un uccello passeriforme della famiglia Corvidae.

## Etimologia
Il nome scientifico della specie, macrorhynchos, deriva dal greco e significa "dal becco grande" (a sua volta formato dall'unione del prefissoide macro-, "grande", con ῥυγχος, rhynchos/rhunkhos, "becco"), in riferimento all'aspetto di questi uccelli: il loro nome comune altro non è che la traduzione di quello scientifico.

## Descrizione

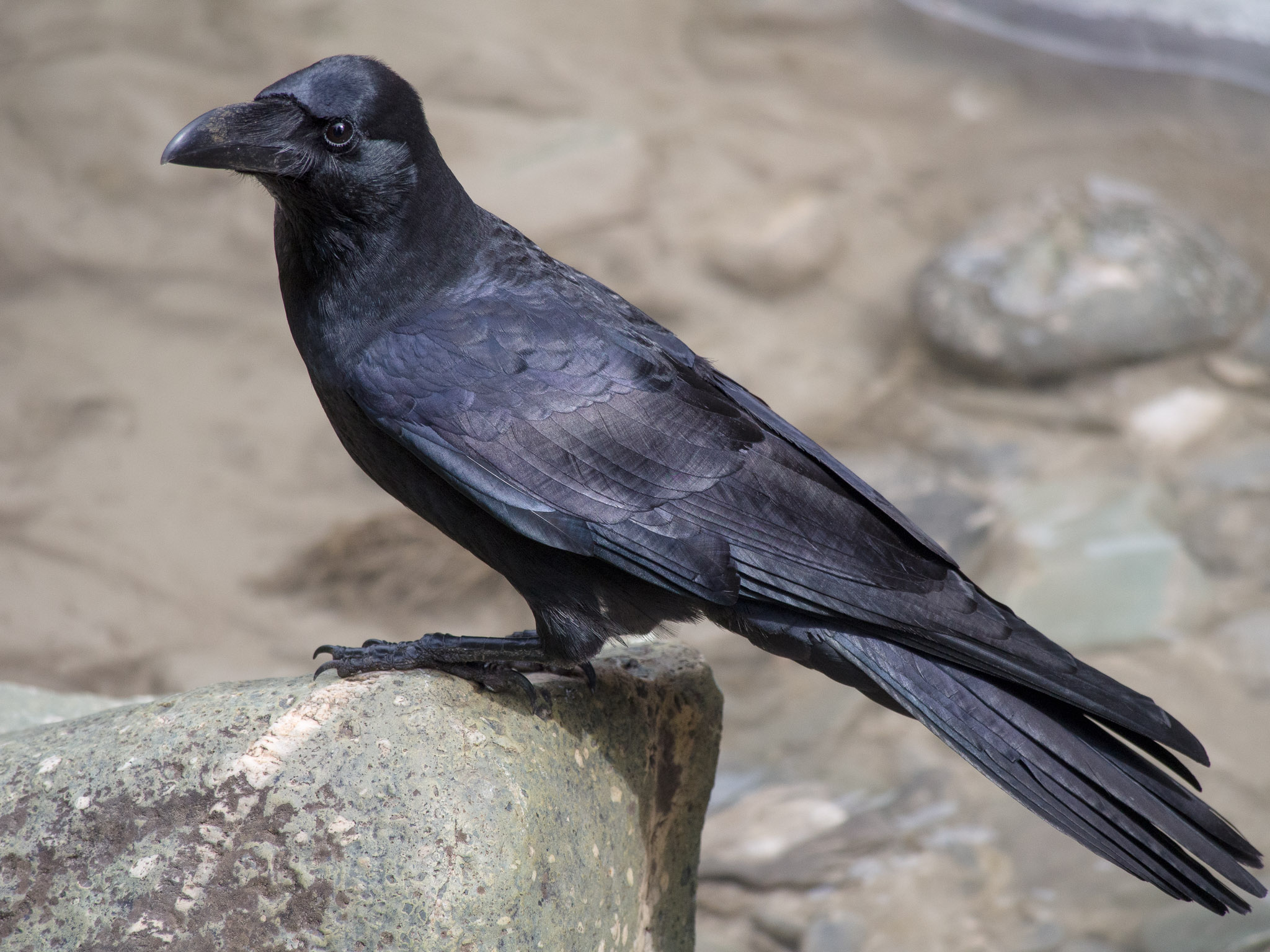
Esemplare al suolo.

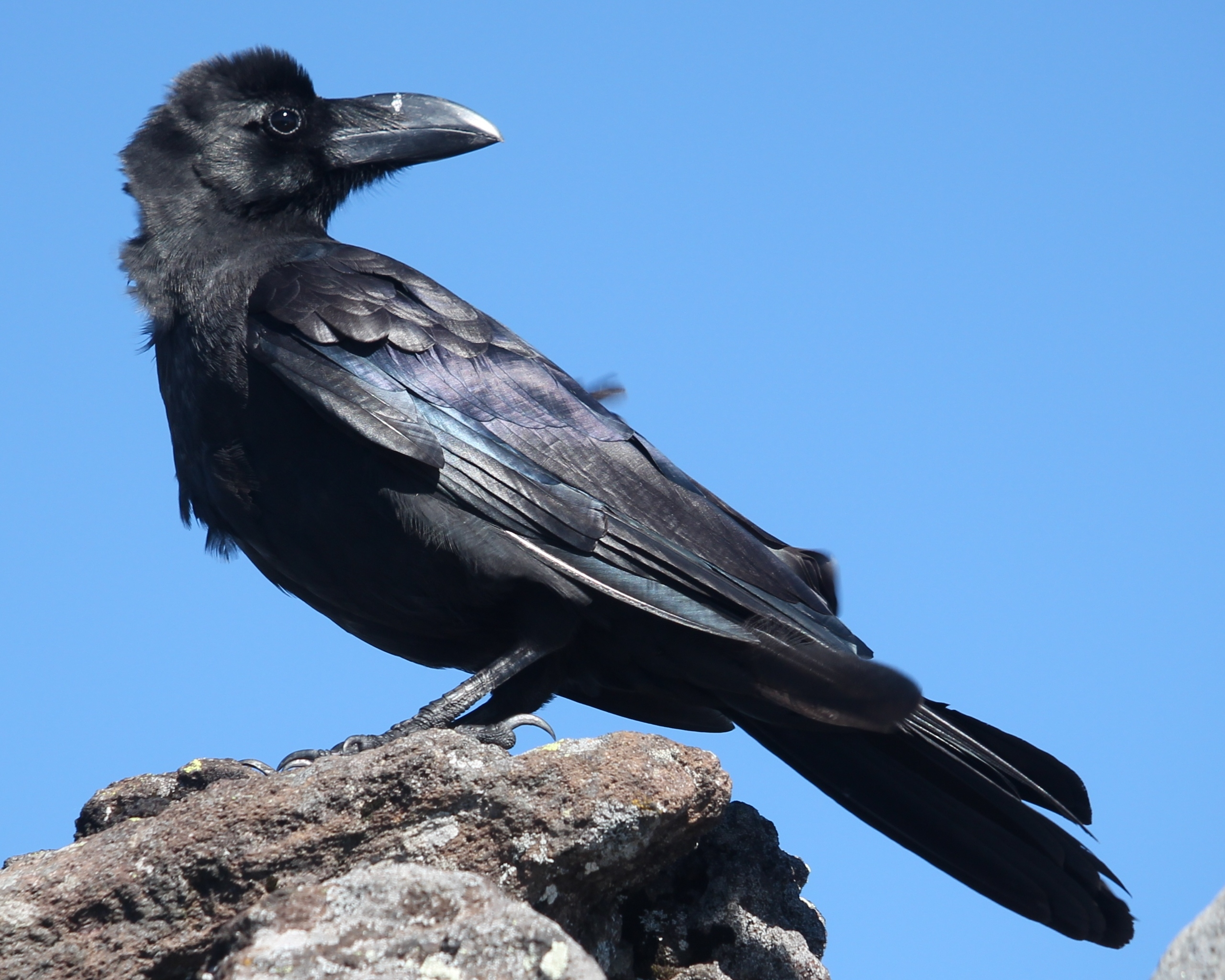
Esemplare sul Monte Ontake.

### Dimensioni
La taglia di questo uccello varia considerevolmente di zona in zona, oscillando tra i 46 e i 59 cm di lunghezza, per un peso che va dai 450 g al chilo e un'apertura alare di 100-130 cm: è presente un gradiente decrescente nelle dimensioni in direttrice N-S, con gli esemplari della Manciuria più grossi e quelli dell'Insulindia più piccoli e slanciati.

### Aspetto
Si tratta di uccelli dall'aspetto robusto e slanciato, muniti di piccola testa arrotondata con becco lungo e robusto (caratteristica questa alla quale la specie deve sia il proprio nome comune che il nome scientifico), conico e dalla mandibola superiore lievemente arcuata verso il basso nella sua parte distale: il collo è robusto, le ali lunghe e digitate, le zampe forti e lunghe e la coda è lunga e dall'estremità squadrata.

Nel complesso, il corvo beccogrosso ricorda molto il corvo imperiale, col quale viene spesso confuso, differenziandosene però per l'aspetto più slanciato ed il becco più lungo e robusto in proporzione alle dimensioni della testa, oltre che per le dimensioni medie leggermente inferiori e la maggiore confidenza con l'uomo.
Il piumaggio si presenta interamente di colore nero, lucido e vellutato, con sfumature di colore grigio scuro su nuca, collo, spalle ed area ventrale, la cui intensità ed estensione varia a seconda della popolazione, e riflessi metallici purpurei su testa, ali e coda.

I due sessi sono del tutto simili nella colorazione.
Il becco e le zampe sono di colore nero: gli occhi sono invece di colore bruno scuro.

## Biologia

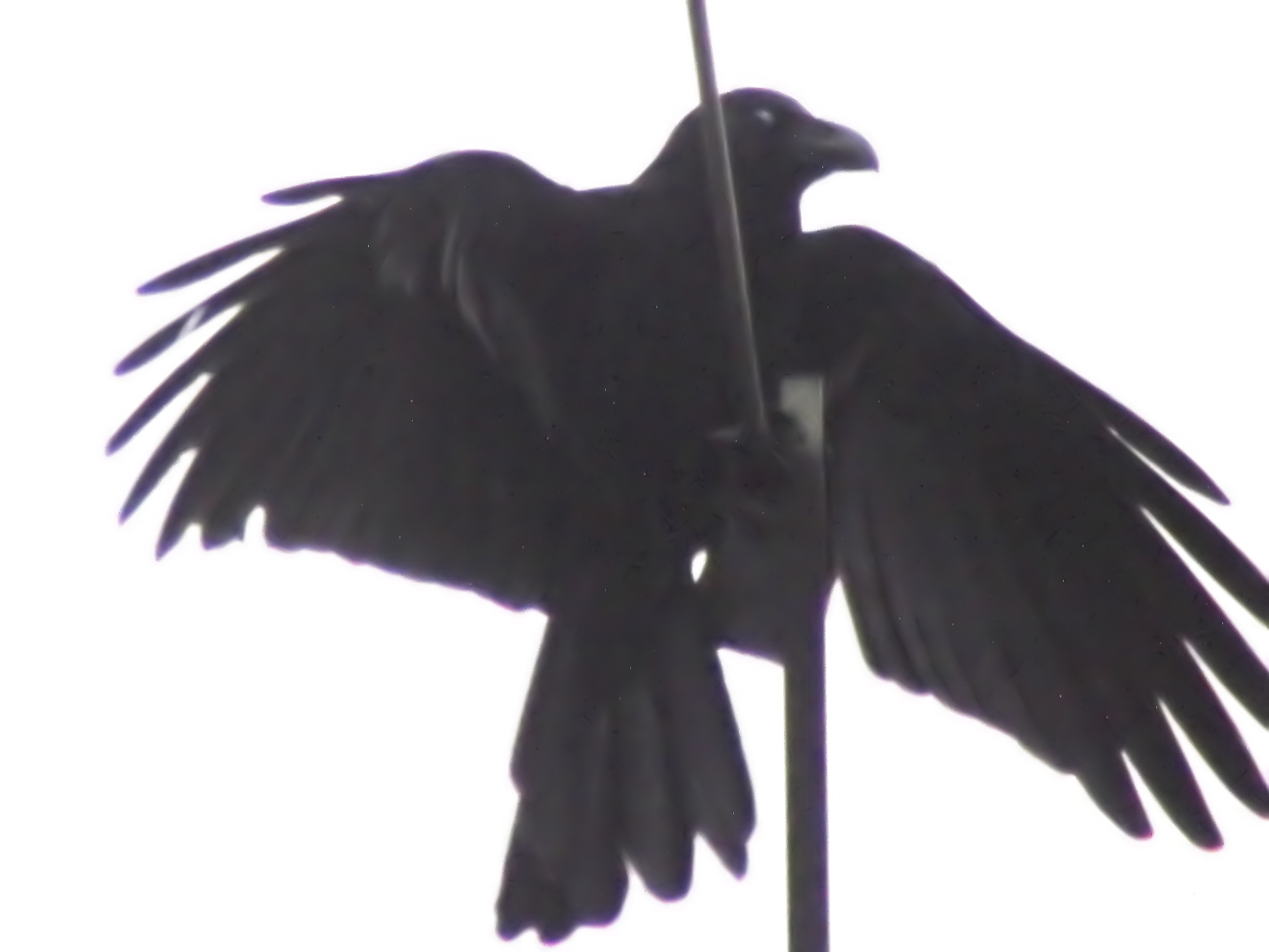
Corvo in atterraggio a Hong Kong.

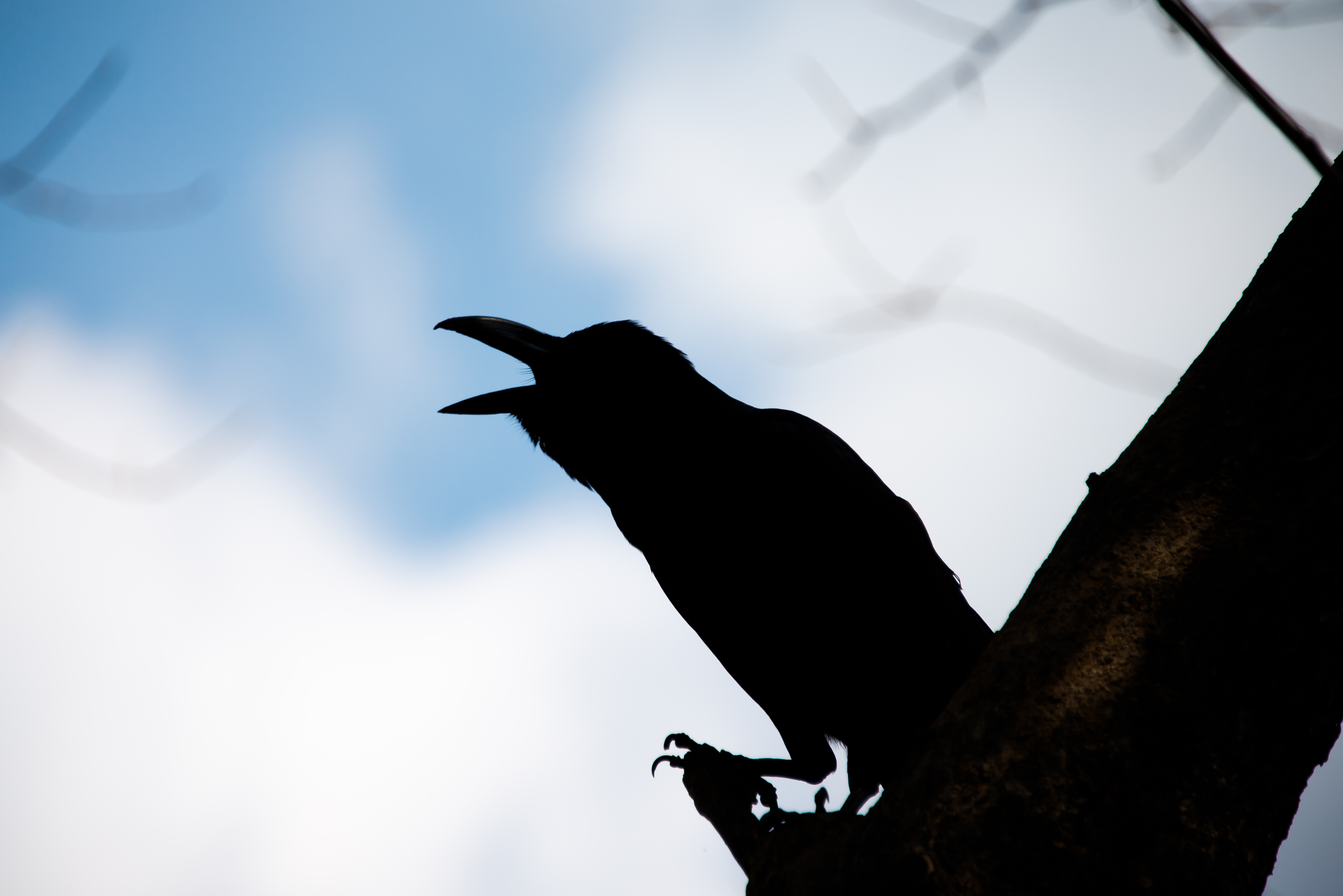
Esemplare vocalizza a Bangkok.

Il corvo beccogrosso è un uccello dalle abitudini di vita essenzialmente diurne e molto gregarie, che vive in stormi che arrivano a contare anche migliaia di individui, all'interno dei quali vige una gerarchia lineare basata sul riconoscimento individuale. Durante il giorno, gli stormi si frazionano in gruppetti che contano al massimo una ventina d'individui (generalmente accomunati fra loro da legami di parentela), i quali passano la maggior parte della giornata alla ricerca di cibo al suolo o fra i rami di alberi e cespugli: nel pomeriggio, i gruppi confluiscono verso posatoi comuni dove gli stormi passano il tempo a socializzare fra loro, prima di ritirarsi fra la vegetazione arborea per passare la notte al riparo dalle intemperie e da eventuali predatori.
Il richiamo del corvo beccogrosso è un gracchio nasale e profondo, molto simile a quello dell'affine corvo delle case, rispetto al quale è più grave e vibrante: questi uccelli presentano un vasto repertorio vocale, con variazioni regionali anche consistenti.

### Alimentazione

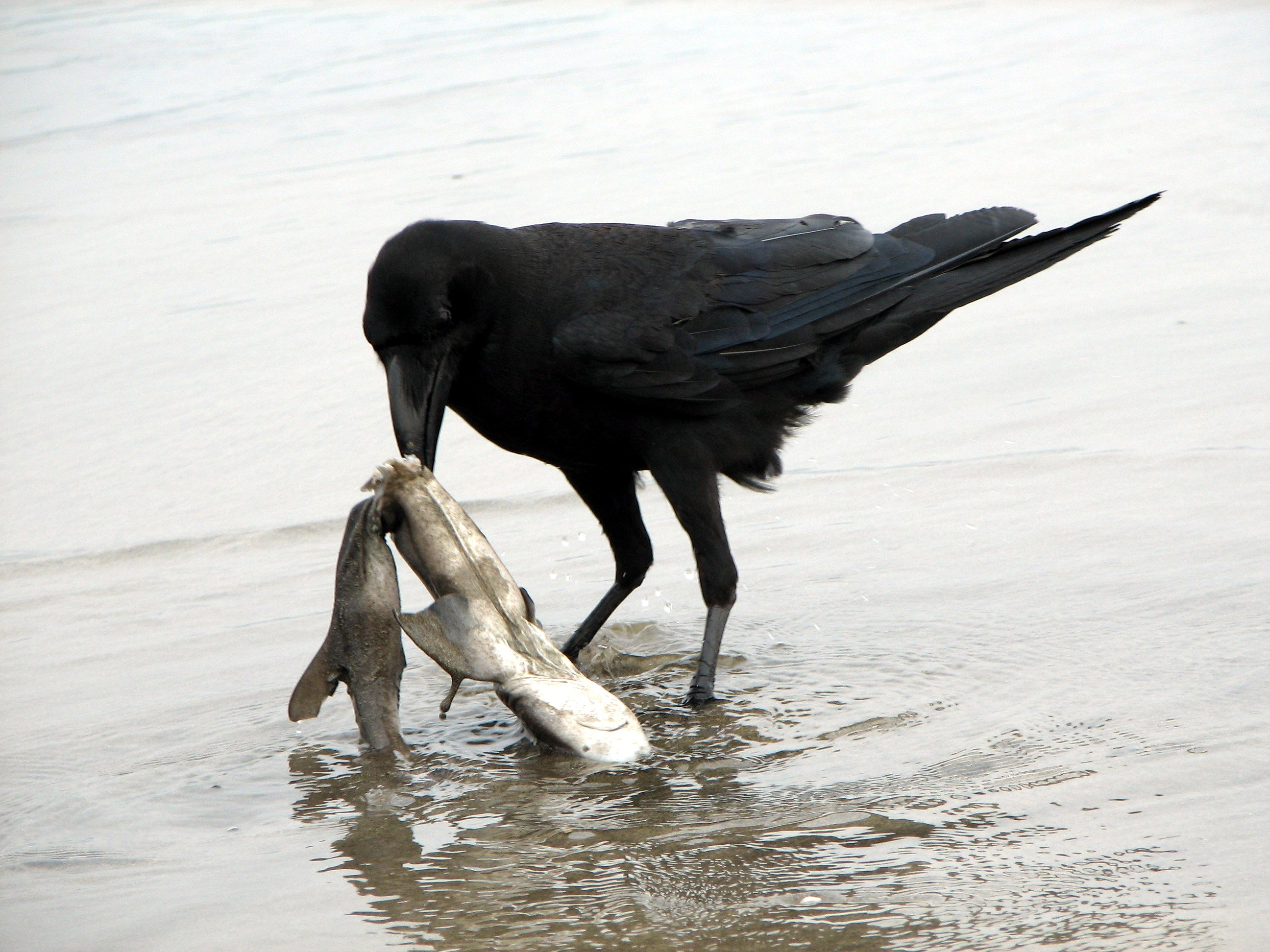
Esemplare si nutre di una carcassa di giovane squalo a Kumamoto.

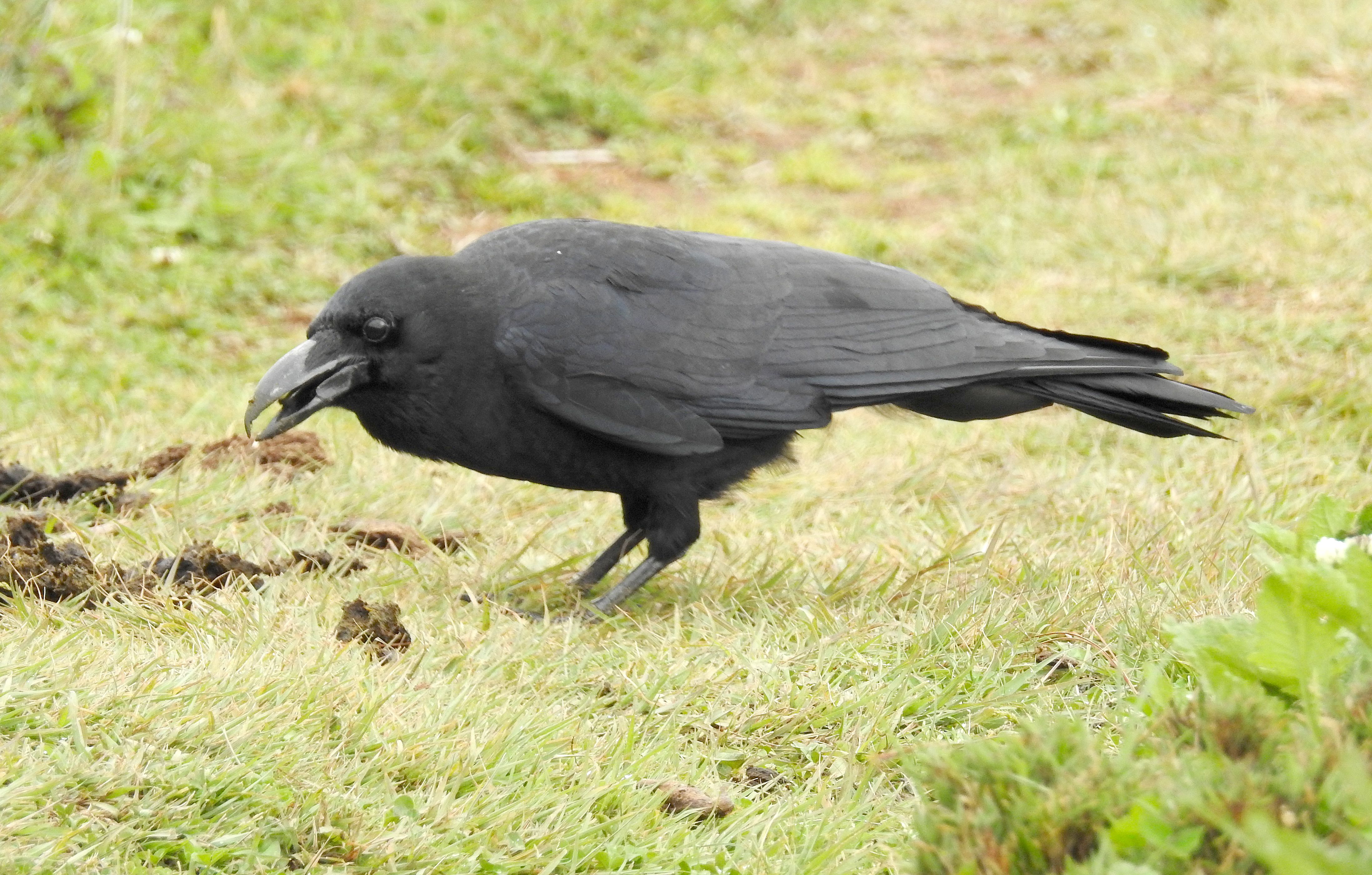
Esemplare si ciba al suolo in Bhutan.

Similmente a molto grossi corvidi, il corvo beccogrosso è un uccello onnivoro e molto opportunista, con prevalenza della saprofagia nella sua dieta.

Questi uccelli, infatti, sono dei grandi consumatori di carogne, stazionando nei pressi delle strade o seguendo gli avvoltoi per cibarsi di animali morti, piluccando sia la carne che eventuali insetti saprofagi e larve: in generale, però, questi uccelli si cibano un po' di tutto ciò che di commestibile riescono a reperire ed eventualmente a sopraffare durante la ricerca del cibo, dai piccoli animali (uova, nidiacei e pulcini razziati dai nidi, piccoli mammiferi e rettili, anfibi, insetti ed altri invertebrati fra cui i molluschi e i crostacei reperiti setacciando le spiagge e le rive) a semi e granaglie, frutta e bacche, che tuttavia costituiscono una parte marginale della loro dieta.
Animali estremamente versatili e intelligenti, i corvi beccogrosso hanno beneficiato dell'estesa antropizzazione del loro areale, grazie all'aumento esponenziale delle risorse sotto forma di rifiuti e scarti: nelle aree urbane (soprattutto in Giappone), questi uccelli vengono visti come dannosi per la loro tendenza a sventrare le buste dell'immondizia e la loro insistenza nel cercare di rubacchiare il cibo ai passanti.

### Riproduzione

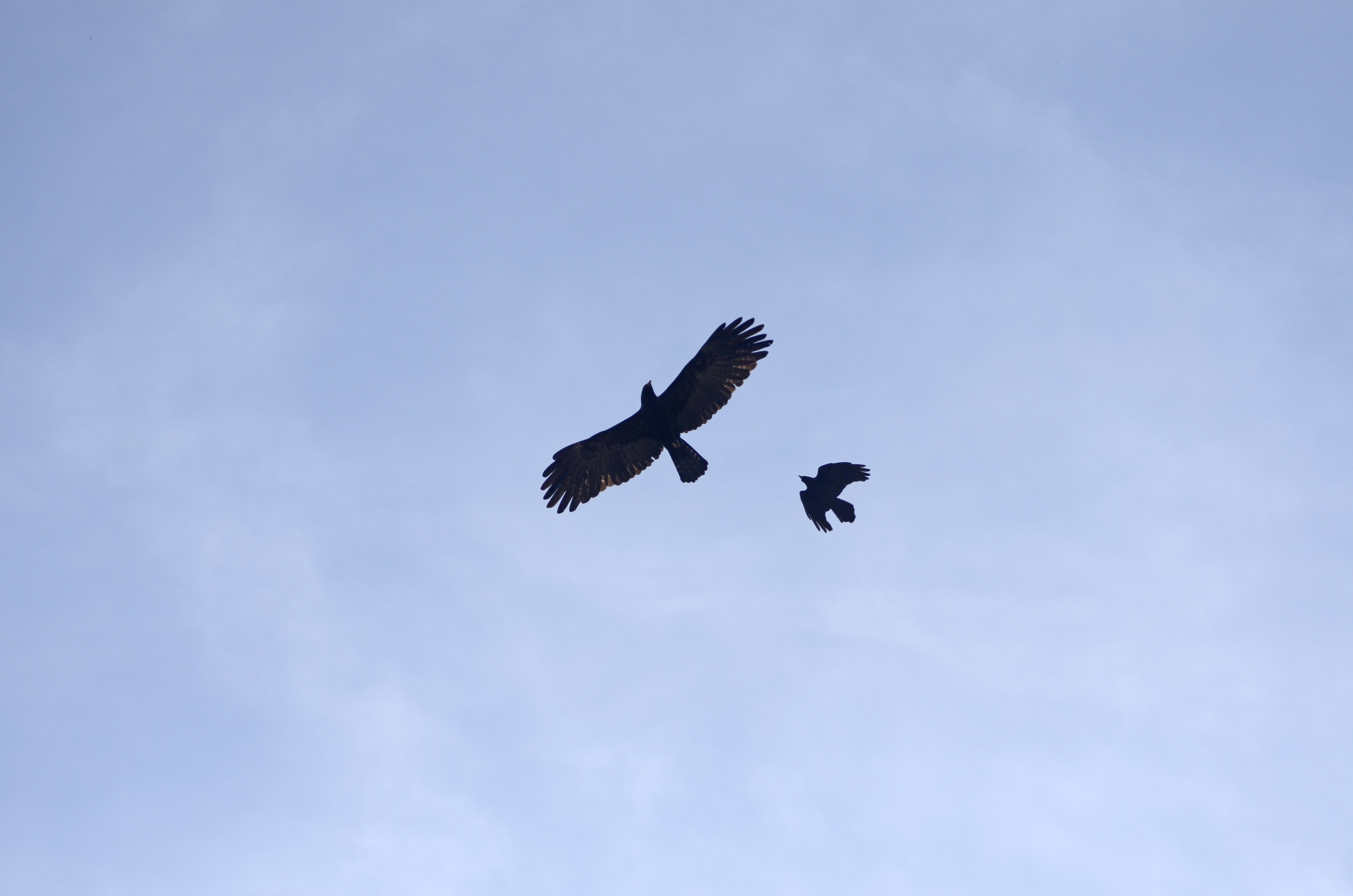
Esemplare scaccia un'aquila nera nel distretto di Pithoragarh.

Il corvo beccogrosso è un uccello monogamo, le cui coppie rimangono insieme per la vita.

Specialmente in ambiente urbano non sembra essere presente una stagione degli amori vera e propria, con le coppie che possono riprodursi durante tutto l'arco dell'anno: specialmente nel nord dell'areale, tuttavia, è la primavera la stagione deputata alla riproduzione.

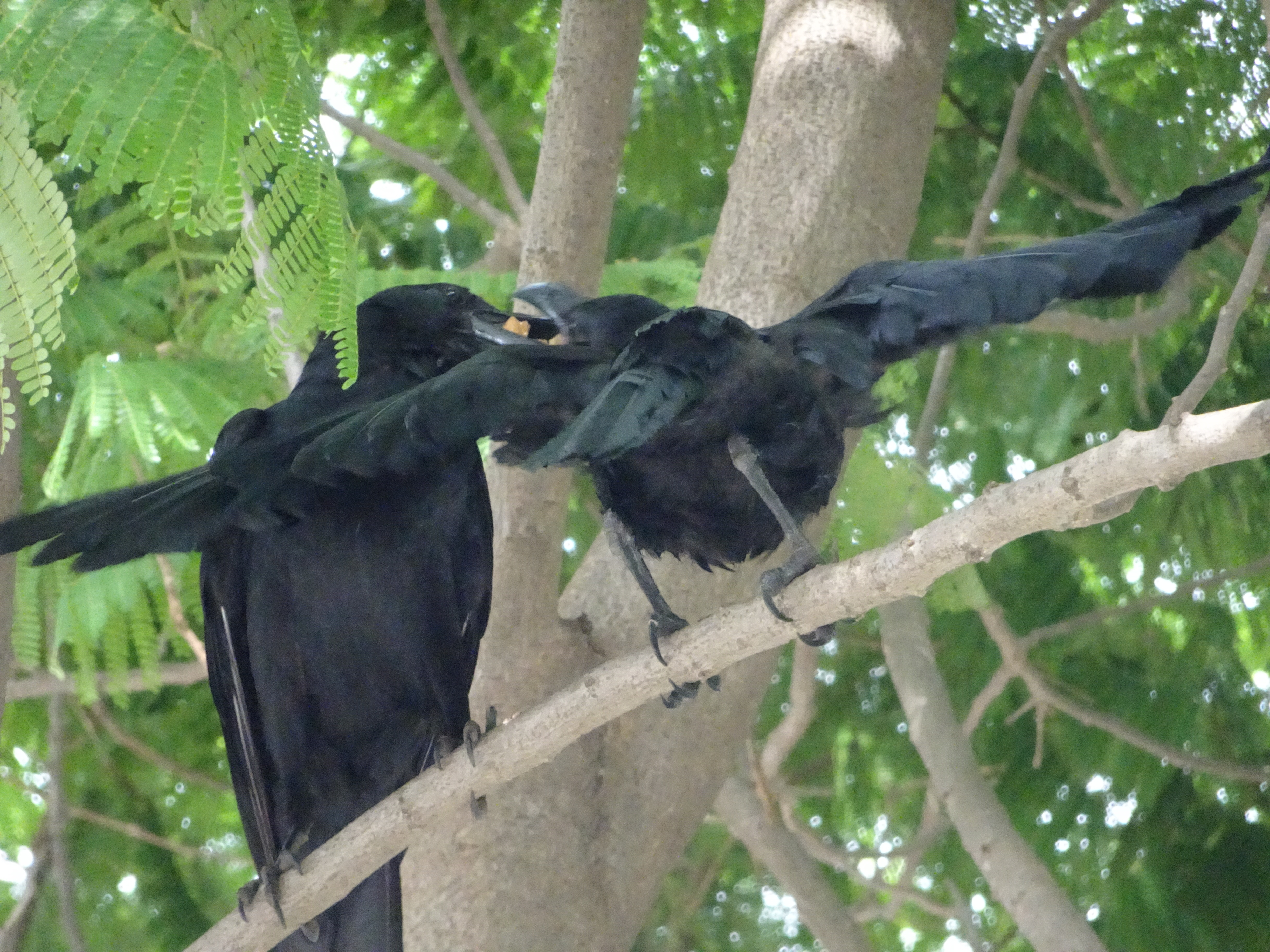
Giovane imbeccato da un genitore a Dehradun.

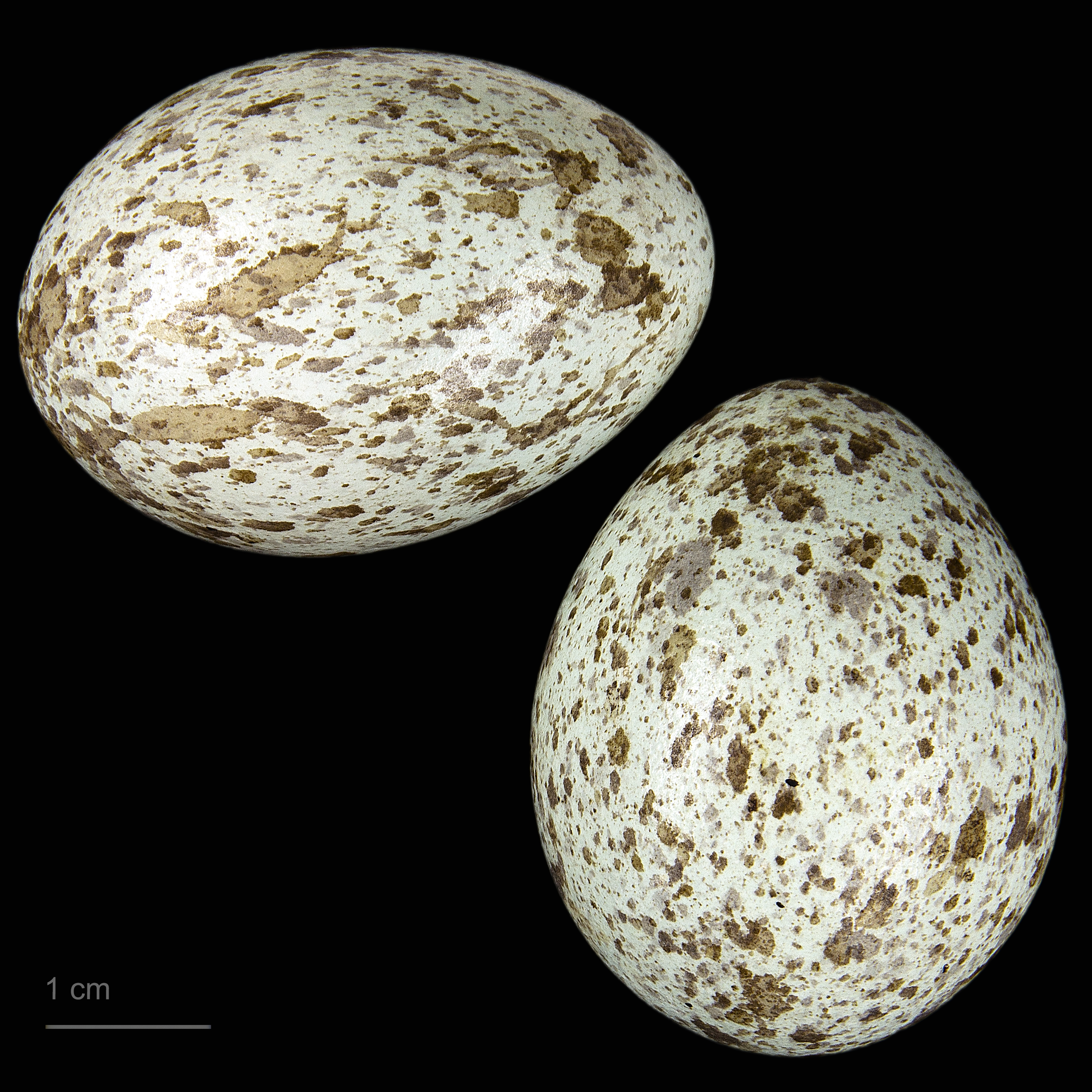
Uovo di Corvus macrorhynchos - Museo di Tolosa

Il nido consiste in una piattaforma poco profonda fatta di rametti e fibre vegetali, radici, e, alla bisogna, anche materiali artificiali intrecciati, posizionata all'incrocio di più rami in alto sugli alberi (con una preferenza per conifere quali il pino e l'abete): ambedue i sessi collaborano nella costruzione del nido. Il corvo beccogrosso è un uccello gregario: i siti di nidificazione più grandi possono arrivare a ospitare diverse migliaia di coppie nidificanti oltre ad esemplari non riproduttivi, con le coppie che possono mostrare una blanda difesa dei dintorni del nido dai conspecifici durante il giorno , mentre i predatori vengono scacciati attivamente da tutto lo stormo.

All'interno del nido, la femmina depone dalle 3 alle 5 uova (raramente di più), larghe e di forma ovale, piuttosto appuntite verso la cima, che vengono incubate per 17-19 giorni: è la sola femmina a covare le uova, mentre il maschio si occupa di reperire il cibo per sé e per la compagna e di difendere quest'ultima da eventuali predatori.

I pulli schiudono ciechi ed implumi: alimentati e accuditi da ambedue i genitori, essi prendono il volo dopo circa 35 giorni, entrando a far parte dello stesso stormo dei genitori e rimanendo con loro ancora per mesi, seguendoli nei loro spostamenti diurni alla ricerca di cibo e chiedendo loro (sebbene sempre più sporadicamente) l'imbeccata.
La specie subisce parassitismo di cova da parte del koel comune.

## Diffusione e habitat

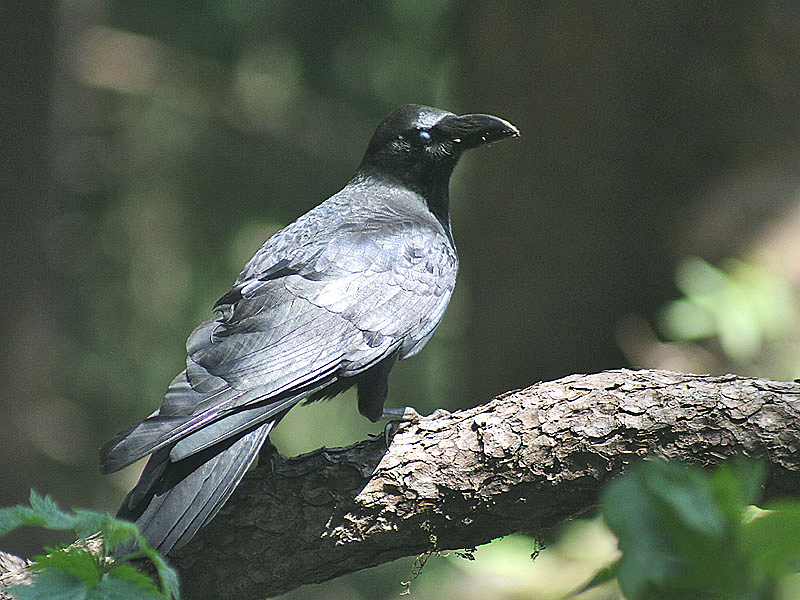
Esemplare nel distretto di Kullu.

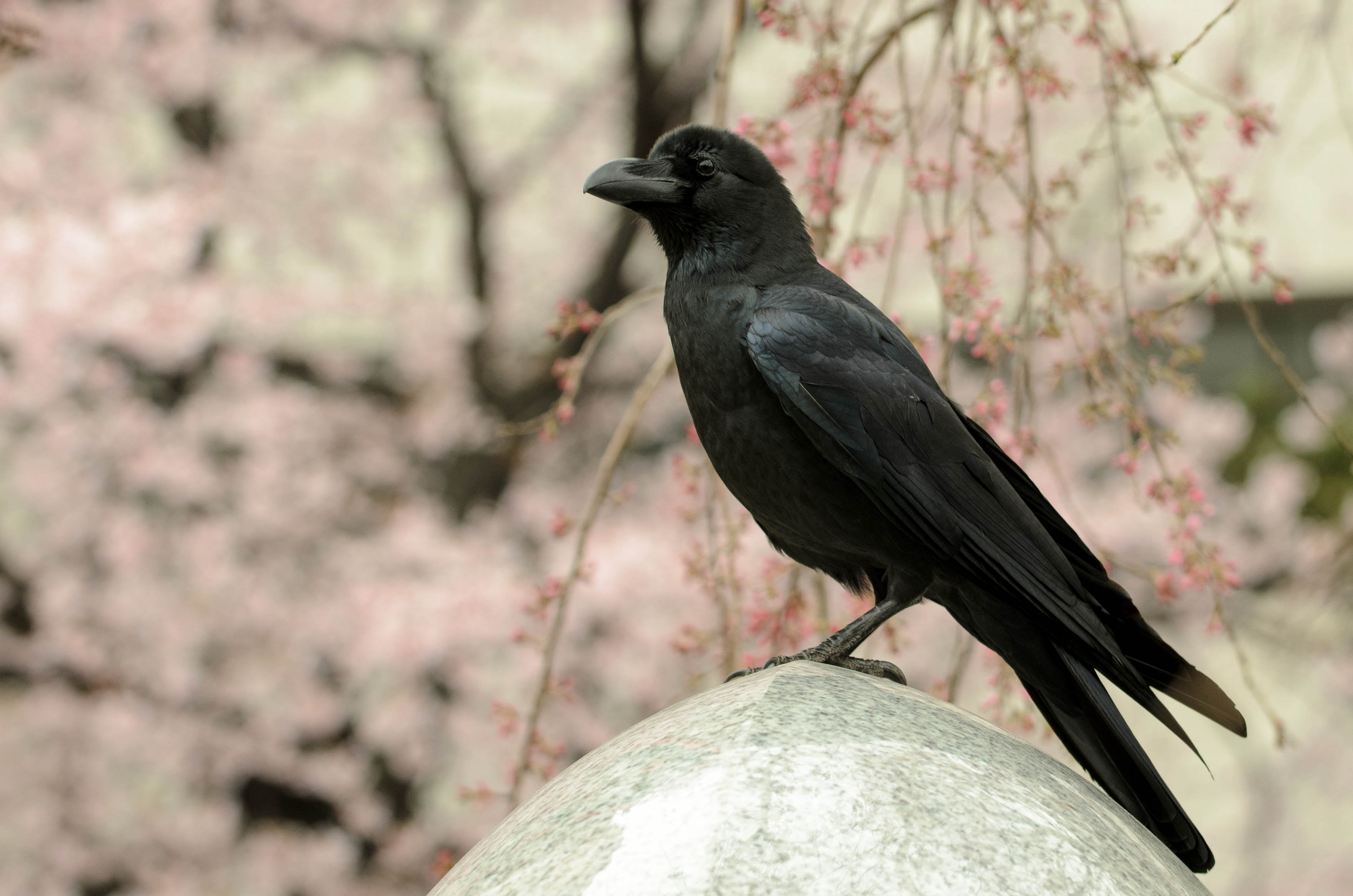
Esemplare nella neve nel parco di Ueno.

Il corvo beccogrosso occupa un vasto areale, che si estende dalla Manciuria alle piccole Isole della Sonda e ad ovest fino al Pamir dell'Afghanistan e dell'Iran orientale, attraverso l'Estremo Oriente Russo, Sakhalin, le isole Curili, il Giappone, Taiwan, Hainan, la Cina centrale e orientale, le pendici meridionali dell'Himalaya, l'Indocina, la penisola malese e le grandi Isole della Sonda (ad eccezione del Borneo, dove la specie è assente) fino a Romang e alle Molucche sud-occidentali.
La specie colonizza una vasta gamma di habitat: nella porzione settentrionale dell'areale (dove vive in simpatria col corvo imperiale) il corvo beccogrosso popola le aree boschive e la taiga con presenza di radure erbose o aree coltivate, per evitare la competizione interspecifica, mentre nel sud, dove quest'ultima manca in quanto il corvo imperiale è assente, questi uccelli si trovano di preferenza nelle aree aperte con presenza di alberi isolati o macchie alberate. I corvi beccogrosso, inoltre, popolano senza grossi problemi le aree suburbane e urbane, purché vi sia presenza di alberi dove passare la notte e nidificare.

## Tassonomia
Se ne riconoscono 9 sottospecie:

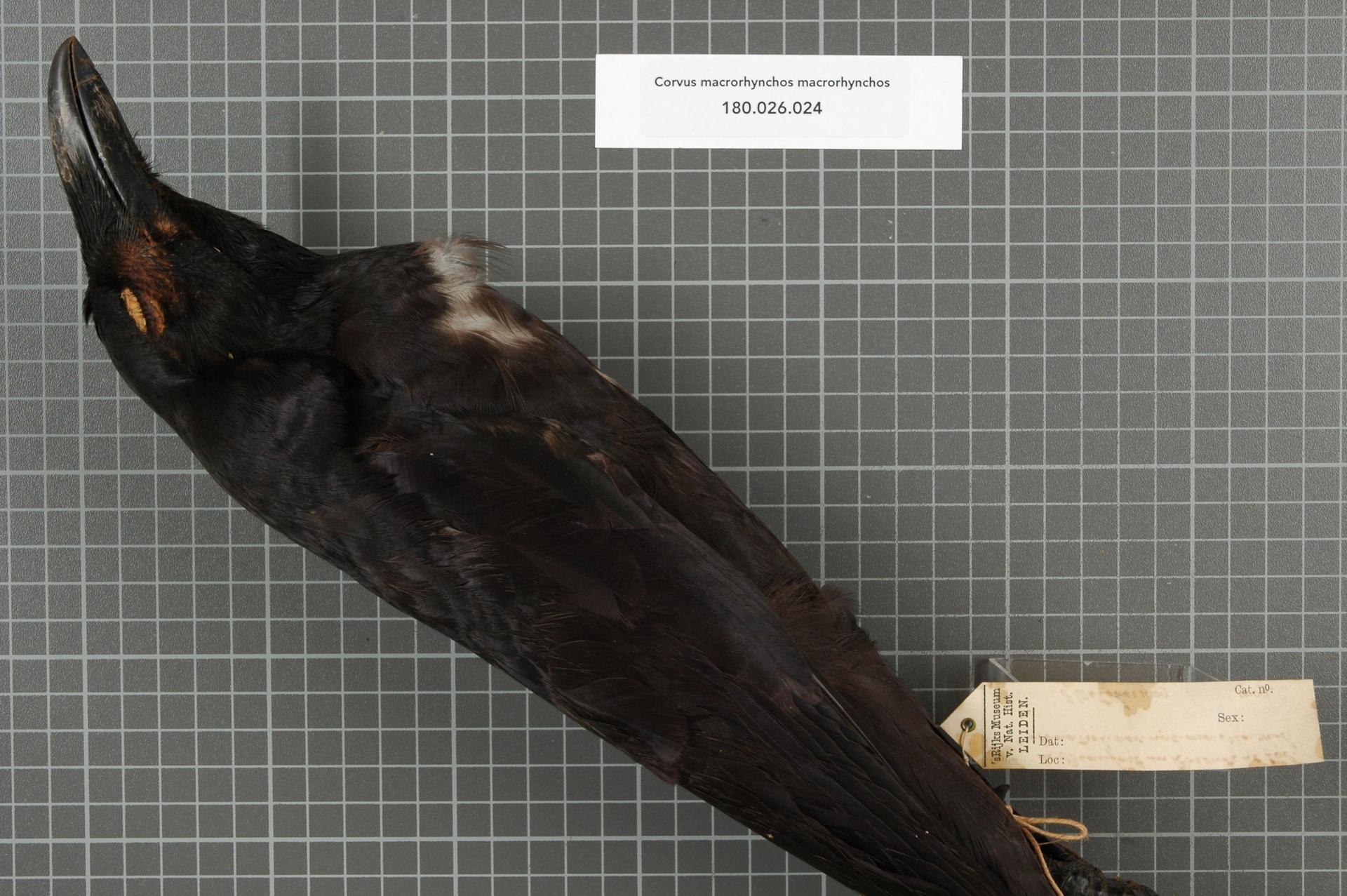
Esemplare impagliato della sottospecie nominale.

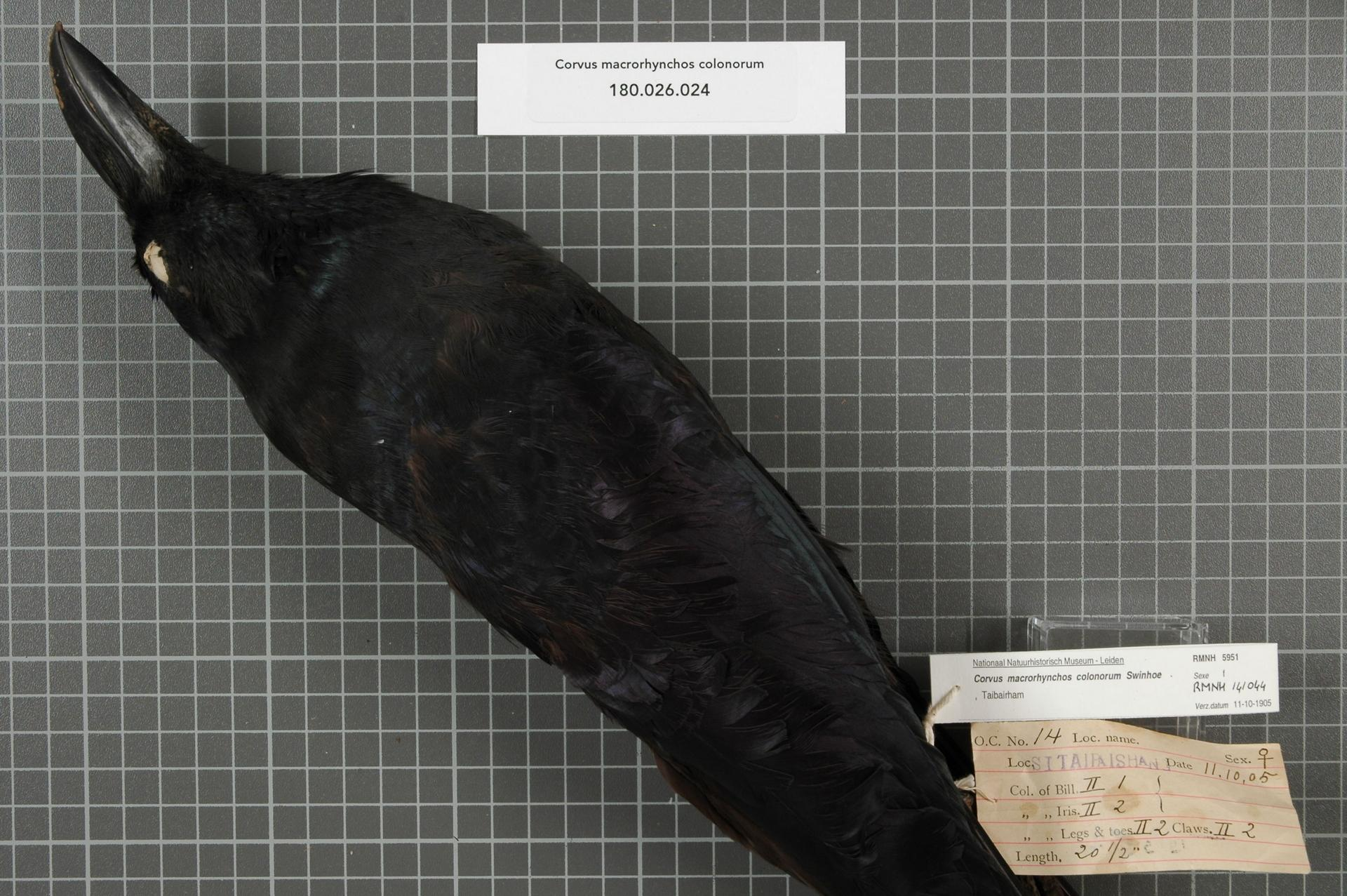
Esemplare impagliato della sottospecie colonorum.

- Corvus macrorhynchos japonensis Bonaparte, 1850 - Sachalin centrale e meridionale, Curili meridionali e Giappone fino a Kyūshū e isole Ōsumi;
- Corvus macrorhynchos connectens Stresemann, 1916 - endemica di Amami Ōshima e Okinawa;
- Corvus macrorhynchos osai Ogawa, 1905 - endemica delle isole Sakishima;
- Corvus macrorhynchos mandshuricus Buturlin, 1913 - diffusa nel nord dell'areale occupato dalla specie (Estremo Oriente Russo, nord di Sachalin, Corea e Cina nordorientale fino allo Hebei, oltre che con un'esigua popolazione in Transbaikalia[3]);
- Corvus macrorhynchos colonorum Swinhoe, 1864 - diffusa in Cina centrale, orientale e meridionale, Taiwan, Hainan e Indocina settentrionale;
- Corvus macrorhynchos tibetosinensis Kleinschmidt & Weigold, 1922 - diffusa nel sud-est dell'Altopiano del Tibet, dal Bhutan all'area di confine fra Birmania nordorientale e Yunnan, a nord fino al Qinghai meridionale;
- Corvus macrorhynchos intermedius Adams, 1859 - diffusa nella porzione occidentale dell'areale occupato dalla specie, dall'Afghanistan orientale lungo le pendici meridionali dell'Himalaya fino all'area di confine fra Nepal e Tibet;
- Corvus macrorhynchos macrorhynchos Wagler, 1827 - la sottospecie nominale, diffusa nella porzione sud-orientale dell'areale occupato dalla specie, dalla penisola malese alle piccole Isole della Sonda;
- Corvus macrorhynchos philippinus (Bonaparte, 1853) - endemica delle Filippine;

Areale delle varie sottospecie: culminatus e levaillantii sono considerate specie a sé, mentre hainanus non viene riconosciuta da tutti gli autori.

Alcuni autori riconoscerebbero inoltre le sottospecie hondoensis, borealis (sinonimizzate con japonensis), hassi, mengtzensis, hainanus (sinonimizzate con colonorum) e timorensis (sinonimizzata con la nominale).
La tassonomia della specie è piuttosto confusa e lungi dall'essere chiarita: la grande variabilità morfometrica e a livello di vocalizzazioni ha portato la comunità scientifica a ritenere inevitabile la divisione del taxon in più specie.

Inizialmente venne proposta una classificazione che prevedeva quattro specie (levaillantii con culminatus e colonorum, japonensis con mandshuricus, connectens, osai, tibetosinensis e intermedius, philippinus e macrorhynchos ridotta a specie monotipica): in seguito, le ricerche a livello genetico hanno rivelato che le quattro sottospecie dell'eventuale specie japonensis non sono tanto affini fra loro da giustificarne l'ascrizione allo stesso taxon, non meticciandosi nelle aree di sovrapposizione dell'areale.

In attesa di ulteriori ricerche che aiutino a dipanare la matassa, le vecchie sottospecie levaillantii e culminatus (ancora classificate da alcuni autori come sottospecie di C. macrorhynchos) sono state elevate al rango di specie a sé stanti.